# Christine Luedeke
Christine Luedeke (* vor 1970) ist eine deutsche Designerin und Hochschullehrerin.

## Herkunft und Ausbildung
Christine Luedeke studierte Industriedesign an der kalifornischen San José State University und schloss 1987 mit einem Bachelor ab. 1989 erwarb sie den Master an der Domus Academy in Mailand.

## Karriere
Von 1990 bis 1994 arbeitete sie als Produktdesignerin bei der Schweizer Fluggesellschaft Swissair, wo sie an der Entwicklung einer Flugzeugkabine mitarbeitete.
1995 gründete sie das Atelier für Produktdesign und Objekte der Alltagskultur, wo sie schwerpunktmäßig am Design für Flugzeuginterieure arbeitete, insbesondere Sitze, außerdem entwickelte sie eine Büromöbelserie. Von 1997 bis 1999 war sie Gastdozentin an der Schule für Gestaltung Basel.
2001 übernahm sie an der Fakultät für Gestaltung der Hochschule Pforzheim eine Professur für Schmuckdesign.
Von 2003 bis 2007 war sie Gastdozentin an der Zürcher Hochschule der Künste (ZHDK).
Eingebunden in ihre Forschung und Lehre sind Kooperationen mit Produzenten (z. B. 2014 Projekt mit Stilnest, einer Plattform für 3D-gedruckten Schmuck) und Handel (z. B. 2016 Projekt mit H&M).

## Sonstige Aufgaben
- 2013 Podiumsteilnahme „Positionen der zeitgenössischen Silberschmiedekunst“ beim Bayerischen Kunstgewerbeverein (BKV)
- 2013 Gründungsmitglied der Jury des Jewellery Design International Education Program (JEDI) Deutschland
- 2014 Mitglied der Jury beim Preis des BKV[1]
- seit 2022 Mitglied der Jury des Pforzheimer Design Award

## Auszeichnungen
- 2012 – Innovationspreis für radikale Innovation für den aeras-Flugzeugsitz (mit Kobleder und Greiner aerospace)
- 2011 – Materiallica Silber Preis
- 2011 – Chicago Atheneum Good Design Award
- 2009 – Crystal Cabin Award für aeras-Flugzeugsitz
- 1999 – Design Preis Perspektiven ‘99 Anerkennung „Buffo“
- 1993 – Design Preis Schweiz, „Poesie des Fliegens“ B/C Geschirr für Swissair, Anerkennung
- 1993 – IFCA Mercury Award – Gold für „Poesie des Fliegens“, Industrie Fachpreis

## Ausstellungen
- 2012 – „Die Porzellanmanufaktur Langenthal“, Musée ArianaI Schweiz
- 2012 – „fit“ Bürosessel, 100% Design England
- 2011 – auf der Dutch Design Week, Niederlande
- 2007 – auf dem Salone dal Mobile in Mailand
- 2005 – „Take Away, Design der Mobilen Esskultur“, Museum für Gestaltung Zürich
- 1997 – „Poesie des Fliegens“ Geschirrservice für Swissair Business Class. Designsammlung des Schweizer Design Center
- 1994 – „Poesie des Fliegens“, Designsammlung des Museum für Gestaltung Schweiz
- 1992 – Kollaboration mit Isao Hosoe, 18. Triennale Italien